# Izodata
Izodata – rodzaj izolinii służący do ukazywania regresji lub ekspansji przestrzennej zjawisk. Przykładem może być początek zamarzania rzek. 
Wyróżnia się dwa rodzaje izodat:
- cykliczne – ukazują zjawiska, których ekspansja lub regresja ma charakter cykliczny. Oparte są na wieloletnich obserwacjach.
- historyczne – ukazują zjawiska, których ekspansja lub regresja ma charakter jednorazowy np. regresja lądolodu plejstoceńskiego w Europie.

Materiałem źródłowym do wykreślenia tych izodat są informacje historyczne.